# Hospital (bisbe)
Hospital fou bisbe de València. L'any 681, quan es va celebrar el XII Concili de Toledo convocat pel rei Ervigi, Hospital va enviar com a representant seu el diaca Arturi, qui signà les actes en el seu nom. És probable que morira poc després, perquè al XIII Concili, celebrat el 683, és un altre qui apareix com a bisbe de València, Sàrmata.